# Wragby
Wragby è un paese della contea del Lincolnshire, in Inghilterra.